# Argentino hasta la muerte
Argentino hasta la muerte es una película argentina, dirigida por Fernando Ayala. Protagonizada por Roberto Rimoldi Fraga y Thelma Biral. Coprotagonizada por Lautaro Murúa, Gabriela Gili, Víctor Laplace, José María Gutiérrez, José Luis Mazza y Arnaldo André. También, contó con las actuaciones especiales de Fernando Vegal, Héctor Alterio y Fernando Siro. Fue estrenada en Buenos Aires el 6 de mayo de 1971. Ganadora del Cóndor de Plata al mejor director en 1972.

## Sinopsis
El relato transcurre durante la llamada Guerra del Paraguay o Guerra de la Triple Alianza (1865-1870).

## Miscelánea
El título está tomado de un conocido poema titulado Trova del poeta porteño Carlos Guido y Spano (1827-1918), que dice:
He nacido en Buenos Aires,
¡qué me importan los desaires
con que me trata la suerte!
Argentino hasta la muerte,
he nacido en Buenos Aires.

## Actores por orden alfabético
- Héctor Alterio
- Arnaldo André
- Thelma Biral
- Rey Charol
- Héctor Da Rosa
- Gabriela Gili
- José María Gutiérrez
- Susana Lanteri
- Víctor Laplace
- José Luis Mazza
- Lautaro Murúa
- Leonor Manso
- Eduardo Muñoz
- Roberto Rimoldi Fraga
- Marta Roldán
- Fernando Siro
- Walter Soubrié
- María del Carmen Valenzuela
- Myriam Van Wessen
- Fernando Vegal
- Jorge Villalba
- Santos Tomas Cabrera

## Premios
- Premios Cóndor de Plata (1972): mejor director (compartido con Enrique Carreras, por La valija).